# أمريكيون مكسيكيون
أمريكيون مكسيكيون هم مواطنو الولايات المتحدة المنحدرون من أصل مكسيكي .ويشكلون 10.9 ٪ من المواطنين الأمريكيين. وتعد الولايات المتحدة موطنا ثاني لأكبر جالية مكسيكية في العالم